# Za pilníkáři na Český kopec
Za pilníkáři na Český kopec je naučná stezka, spojující Křižánky, České Křižánky a Český kopec. Je zaměřená především na historii pilníkářství v okolí Křižánek. Její celková délka je cca 1,6 km a na trase se nachází 6 zastavení.

## Vedení trasy
Stezka začíná u obecního úřadu v Křižánkách, odkud pokračuje s modrou a zelenou turistickou značkou po silnici II/354 směrem na Svratku. U autobusové zastávky Křižánky, u mostu (zelená značka zde končí) se stáčí vpravo na silnici na České Křižánky a po mostě přes Svratku. Na okraji obce odbočuje vlevo na silničku. Ta po chvíli končí a stezka pokrčuje polní cestou okrajem Českých Křižánek směrem na Český kopec, na jehož svahu na okraji zdejší chatové osady končí.

## Zastavení
- Za pilníkáři na Český kopec
- Začátek pilníkářství na Křižánkách
- Pilníkářství na Křižánkách od přelomu století do začátku II. světové války
- Život pilníkářů
- Konec pilníkářství na Křižánkách
- Ruční pilníkářství v současné době